# 继承可数集合
在集合论中，一个集合被称为继承可数的，当且仅当它的传递闭包是可数集合。如果可数选择公理成立，则一个集合是继承可数的，当且仅当它是继承可数集合的可数集合。所有继承有限集合的集合符号化为 {\displaystyle H_{\aleph _{1}}}，意味着势小于 {\displaystyle \aleph _{1}} 的继承。
如果 {\displaystyle x\in H_{\aleph _{1}}}，则 {\displaystyle L_{\omega _{1}}(x)\subset H_{\aleph _{1}}}。
更一般的说，一个集合是势小于κ的继承，当且仅当它的传递闭包有着小于κ的势。所有这样的集合的集合符号化为 {\displaystyle H_{\kappa }\!}。